# Rocca de Barnaville

Escudo de armas de la casa de Altavilla.

Rocca de Barnaville fue la IV condesa de Geraci, hija de Eliusa de Altavilla, II condesa de Geraci, y de su esposo Ruggero de Barnaville, titulada tras la muerte de su hermano Reynaldo de Barnaville sin descendencia.

## Títulos
- IV condesa de Geraci.
- Señora de Castronovo.
- Baronesa de Tusa.

## Biografía
Rocca de Barnaville, fue investida IV condesa de Geraci cuando el anterior titular, su hermano Reynaldo de Barnaville murió sin descendencia.
Rocca casó con su primo Guglielmo Nortman, también llamado de Craón ó de Creón, ya que era hijo de Hugo de Craón, hermano de Ruggero I de Altavilla. Fue una boda de estado, ordenada por el primo de ambos y conde de Sicilia, Roger I, il Gran Conte. Queda constancia de este matrimonio por un diploma que describe Rocco Pirro: Hoc sane matrimonium diploma Agrigentinae Ecclesiae Anno Sal. 1142 ind 5 Regni Rogerii an. 13 die mensis Maii scriptum declarat.
Se conserva documento testimonial de la donación que hizo la condesa Rocca a favor de la iglesia de Agrigento, el 13 de mayo de 1141.

## Línea de sucesión en el condado de Geraci
| Predecesor: Reynaldo de Barnaville | IV Conde de Geraci | Sucesor: Ruggero Nortman de Barnaville y de Creón |